# 于魁智
于魁智（1961年12月15日—），男，回族，辽宁沈阳人，中国京剧表演艺术家，中国国家京剧院一级演员，工老生，研究生学历，毕业于中国戏曲学院表演系。

## 生平
于魁智1961年12月15日（农历辛丑年十一月初八日）出生于辽宁省沈阳市一个普通的工人家庭，母亲是音乐教师，父亲是八级钳工。自小受到当音乐教师的母亲启发诱导，他在小学时已是合唱队的领唱，加上嗓音天赋条件及身体素质优秀，1972年4月不满10岁便被沈阳京剧院学员班选入开始学京剧，接受杨元咏、黄云鹏等名师的精心培育，在唱念做打各方面均打下扎实的基础，年仅13岁时便获派在现代京剧《大橹歌》中担当儿童主角，连演百余场次，受到广泛好评。1978年毕业。
为了进一步深造京剧艺术，他在16岁时毅然放弃沈阳京剧院的工资待遇，站立了十多个小时的火车，到北京投考京剧最高学府中国戏曲学院，由于举目无亲，盘缠有限，只能夜宿火车站。1978年9月以优异成绩成为中国戏曲学院当年为表演系面向全国仅招收的两名老生学员之一。进学院后他得到了叶蓬、李世霖、王世续、孔雁、何金海、刘福生等教授的亲传，在学习杨（宝森）派剧目为主的同时，兼学了多出文武老生传统戏，1982年以各门功课全优成绩毕业，并同时被中国京剧院一团选入。他在中国京剧院先后得到过袁世海、杜近芳、李世济、孙岳、冯志孝、刘长瑜、杨春霞等前辈艺术家的提携合作，更得到李鸣盛、茹元俊、曹韵清、祝元昆等名师传授杨派、李（少春）派剧目——《奇冤报》、《响马传》、《野猪林》等。1992年被晋升为一级演员。
1998年进入中国京剧优秀青年演员研究生班深造。2001年9月29日毕业。
2001年，于魁智出任中国京剧院二团团长。2005年，国家京剧院重新组建新一团，于魁智任团长。2010年3月，担任中国国家京剧院艺术指导兼副院长。2018年2月，担任国家京剧院艺术总监（正局级）。
2022年3月，于魁智受邀回到母校中国戏曲学院出任艺术总监、京剧系系主任。
2023年8月30日，于魁智担任河南大学河南戏剧艺术学院院长。

## 艺术成就
于魁智除了在全国各地巡回演出，足迹还遍及亚洲、欧洲及美洲。1996年6月，他率京剧艺术小组赴美国夏威夷为张学良将军祝寿，传为美谈；从1993年起，他多次赴台湾演出，被台湾《中时晚报》誉为“最具票房魅力的青年文武老生”；从1988年起，多次去香港演出，在1996年9月个人领衔连演五场文武大戏时，被香港《信报》一篇名为《美哉，于魁智》的戏评誉为“于魁智嗓子确实很好……但并不光凭天赋本钱，而是在行腔韵味上下功夫，牢牢掌握分寸，不多一丝，不少一分”。通过多年不断学习及舞台实践，于魁智在传统京剧唱法的基础上，又吸收了声乐在气息运用和发音位置上的科学方法，融会贯通，最终形成了自己收放自如、高低不限的演唱风格，被称为“最具票房魅力的文武老生”。 

## 社会兼职
曾任中国共产党第十六大、十七大、十八大代表，第九届、十届、十一届全国政协委员，第十一届全国政协科教文卫体委员会委员，第十二届全国人大代表，中国文联全委会委员，文化部青联主席，第八届中国戏剧家协会副主席。

## 家庭
妻子梁以薇，两人于1992年结婚，有一子于泳良。

## 奖项和荣誉

### 奖项
- 1987年全国青年京剧演员电视大奖赛最佳表演奖
- 1990年第七届中国戏剧梅花奖
- 1991年全国中青年京剧演员电视大奖赛青年老生第一名
- 1993年梅兰芳金奖大赛生角组榜首
- 2003年荣获中国金唱片奖
- 2008年荣获国家舞台艺术精品工程奖
- 2010年5月25日在广州领取“第十三届中国文化艺术政府奖－文华表演奖”
- 2010年5月29日在北京领取“第三届华鼎奖——中国年度戏剧演员公众形象满意度调查第一名”
- 2010年8月8日在上海世博会上领取联合国机构颁发的“中国国粹文化成就奖”

### 荣誉
- 1995年荣获“中国京剧之星”称号
- 2002年第12届中国十大杰出青年
- 2016年11月国非遗工匠专项公益基金聘请其为“大国非遗工匠文化大使”
- 全国杰出专业技术人才
- 全国五一劳动奖章获得者
- 全国德艺双馨文艺工作者
- 全国宣传文化系统“四个一批”人才

## 代表作品

### 传统戏
《打金砖》（《上天台》）、《奇冤报》（《乌盆记》）、《伍子胥》、《失街亭·空城计·斩马谡》、 《杨家将》、《击鼓骂曹》、《四郎探母》、《红鬃烈马》、 《龙凤呈祥》、《野猪林》、《响马传》、《将相和》、 《满江红》、《大保国·探皇陵·二进宫》、《清官册》、《群英会·借东风·华容道》、《打鱼杀家》等

### 新编戏
- 《弹剑记》（饰 冯谖）
- 《兵圣孙武》（饰 孙武）
- 大型交响京剧《大唐贵妃》（饰 唐明皇）
- 京剧交响剧诗 《梅兰芳》 （饰 梅兰芳）
- 《知音》 （饰 蔡锷）
- 《袁崇焕》（饰 袁崇焕）
- 《走西口》（饰 常雨桥）
- 《风雨杏黄旗》（饰 宋江）
- 大型新编史诗京剧《赤壁》 （饰 诸葛亮）
- 《帝女花》（饰 周世显）

## 出版物
- 《京剧老生唱段精选》（录音带）齐鲁音像出版社出版 天津音像有限公司印制发行　1989年；
- 《京剧.于魁智演唱集》（录音带）中国唱片总公司上海公司出版　1992年
- 《于魁智演出专辑：打金砖（VCD）》
- 《于魁智：老生唱腔专辑（10CD）》